# Schlacht bei Sulzbach
1792

Porrentruy – Marquain – Quiévrain – Verdun – Thionville – Valmy – Lille – Mainz (1792) – Jemappes
1793

Aldenhoven I – Namur – Neerwinden – Mainz (1793) – Famars – Valenciennes (1793) – Arlon (1793) – Hondschoote – Meribel – Avesnes-le-Sec – Pirmasens – Toulon – Fontenay-le-Comte – Cholet – Lucon – Trouillas – Dünkirchen – Le Quesnoy – Menin I – Wattignies – Weißenburg I – Biesingen – Kaiserslautern I – Weißenburg II
1794

Boulou – Landrecis – Menin II – Mouscron – Martinique – Guadeloupe – Tourcoing – Tournai – Kaiserslautern II – San-Lorenzo de la Muga – 13. Prairial – Fleurus – Kaiserslautern III – Vosges – Aldenhoven II
1795

Cornwallis’ Rückzug – Genua – Groix – Hyeres – Handschuhsheim – Mainz (1795) – Mannheim – Loano
1796

Montenotte – Millesimo – Dego – Mondovì – Lodi – Borghetto – Castiglione – Mantua – Siegburg – Altenkirchen – Wetzlar – Kircheib – Kehl – Kalteiche – Friedberg  – Malsch – Neresheim – Sulzbach – Deining – Amberg – Würzburg – Neufundland – Rovereto – Bassano – Limburg – Biberach I – Emmendingen – Schliengen – Caldiero – Arcole – Irland
1797

Fall von Kehl – Rivoli (1797) – St. Vincent – Diersheim – Santa Cruz – Neuwied – Camperduin
In der Schlacht bei Sulzbach, die am 17. August 1796 bei Sulzbach in Bayern stattfand, stand die französische Armee der kaiserlich-österreichischen Armee gegenüber.

## Hintergrund
Die Armée de Sambre-et-Meuse unter dem Kommando von General Jourdan befand sich im Hochsommer in der Nähe von Sulzbach, an der Grenze zwischen Franken und der Oberpfalz.
Die Vorhut dieser Armee wurde von General Colaud befehligt. Sie marschierte am 17. August 1796 in Richtung Hersbruck, um die Straße nach Sulzbach zu nehmen. Ein zeitgenössischer französischer Autor beschrieb 1818 die Landschaft als „extrem steil, von Bergen umgeben, gekrönt und bedeckt mit sehr dichten Tannen“, es biete „nicht nur einen wilden Anblick, sondern auch eine schwierige Zugänglichkeit, kaum findet man dort inmitten all seiner Unwegsamkeit eine einzige Schneise von vierhundert Metern Breite, die der einzige passierbare Durchgang für die Artillerie ist.“ Sulzbach ist dreißig Kilometer von Hersbruck entfernt. Die kaiserlichen Vorposten befanden sich zehn Kilometer von Sulzbach entfernt, etwa in einer Linie zwischen Bachetsfeld und Neukirchen. Ein Flügel stand bei einem felsigen Berg hinter Neukirchen, mutmaßlich dem Hartenfels, der andere Flügel besetzte beide Seiten der Straße nach Sulzbach in einem die Straße flankierenden Wäldchen bei Haid. Den Hauptteil seiner Truppen, etwa 12.000 Mann, hatte der Feldzeugmeisterlieunenant Kray bei Sulzbach platziert.

## Verlauf
General Jourdan rückte nun am 17. August 1796 in folgender Ordnung vor: Auf der linken (nördlichen) Flanke sollte General Levebvre über Neukirchen vorrücken, um den Kaiserlichen bei Sulzbach auf deren rechte Flanke zu fallen, im Zentrum Colaud, rechts von ihm sollte Grenier bei Bachetsfeld die linke Flanke der Österreicher umgehen. Abermals rechts von ihm hatte Championnet den Auftrag, sich der von Lauf über Augsberg bei Illschwang nach Amberg führenden Straße zu bemächtigen und damit die Verbindung zu Bernadotte herzustellen.
Der Vorhut Colauds unter Ney gelang es, sich nach harten Kämpfen „mit gefälltem Bajonett“ des Wäldchens bei Haid zu bemächtigen. Ein weiteres Vordringen Neys wurde jedoch auch durch Verstärkungen aus Sulzbach nicht nur unterbunden, es gelang sogar, die Franzosen zurückzudrängen. Schließlich konnten jedoch Levebvre und Grenier die Österreicher umgehen und zwangen Kray zum Rückzug nach Sulzbach.
Kray postierte nun seinen linken Flügel am Sternstein, einen damals südwestlich vor Sulzbach liegenden Felsen, seinen rechten Flügel am Galgenberg, nordöstlich oberhalb von Sulzbach und konnte damit lange den Angriffen der Franzosen standhalten. Erst als am Abend der vorgerückte Grenier aus der Wagensaß, einem südlich von Sulzbach liegenden Waldgebiet „hervorbrach und Flanken und Rücken bedrohte“, zog er seinen linken Flügel bis Rosenberg zurück. Einige Stunden später war es auch Levebvre gelungen, die Österreicher im weiten Bogen über Großalbershof zu umgehen und die Höhen oberhalb Sulzbach an Krays rechter Flanke zu besetzen. Bei diesem Vormarsch waren Großalbershof und das dortige Schloss in Brand gesetzt und völlig zerstört worden.
Die Verluste auf beiden Seiten waren beträchtlich. Jourdan suchte erfolgreich um eine Waffenruhe zur Bestattung der Gefallenen nach.

## Verlauf anhand einer französischen Quelle
Die folgende Beschreibung folgt dem Abschnitt „Sulzbach“ im französischen Dictionnaire historique des batailles sièges et combats de terre et mer qui ont eu lieu pendant la révolution française aus dem Jahre 1818. Insbesondere die Ortsangaben sind dabei allerdings vage, aber auch Personenangaben unzuverlässig. Zudem fand laut dieser Quelle die Schlacht zwei Tage später am 19. August 1796 statt.
Die Österreicher hatten eine „kleine Ebene“ eingenommen, um dort die französische Armee zu erwarten. Diese Ebene grenzt an ein „Waldgebiet“, in dessen Nähe die Kaiserlichen hier und da einige Schwadronen Kavallerie mit Artillerie aufgestellt hatten, um ihre rechte Flanke im Falle eines Angriffs zu sichern und zu verteidigen. Ihre Linke formierte sich auf „einer Anhöhe, an der die Straße vorbeiführt“. Von diesem Punkt aus habe man auf fünf Kilometer den herannahenden Feind erkennen können. Dort hatten die Kaiserlichen auch die Artillerie in Stellung gebracht und Tirailleure auf den Stellen des Hügels verstreut, die einen Zugang zur Ebene ließen. Um sie zu erreichen, war es daher notwendig, das Feuer dieser Tirailleure, das der auf der Straße postierten Artillerie und das der Infanterie, die die Front des Waldes besetzte, zu überwinden. In dieser günstigen Position warteten die Österreicher auf die Franzosen.
General Ney, der die Vorhut der französischen Armee befehligte, nahm den Angriff vor. Er befahl, den Wald mit dem Bajonett einzunehmen, wobei er gleichzeitig die rechte Flanke erklimmen ließ, um den Feind zu überraschen und gleichzeitig seine Aufmerksamkeit vom Hauptangriff abzulenken, was auch gelang. Die Kaiserlichen konnten diesem Ansturm nicht widerstehen und flüchteten. Die Franzosen besetzten daraufhin „die ganze kleine Ebene, den Wald und einen Teil der Hauptstraße“.
Dennoch hätten die Österreicher immer noch eine vorteilhafte Stellung innegehabt und angesichts des schwierigen Terrains um Sulzbach geglaubt, den Sieg noch bestreiten zu können. Dies habe General Jourdan gezwungen, seine ursprünglichen Dispositionen zu ändern. Zur Unterstützung seiner Vorhut erhielt General Colaud den Befehl, mit dem von seiner Division gebildeten Angriffsabteilung vorzurücken. General Grenier erhielt den Befehl, die Position des Feindes zu umgehen, indem seine Truppen in das „Walddickicht jenseits seiner Linken“ eindrangen, um die Österreicher auf ihrer rechten Seite vollständig einzukesseln. General Lefebvre erhielt den Befehl, gleichzeitig mit seiner Division in Richtung Neukirchen zu marschieren. Während die französischen Generäle die neuen Bewegungen ihrer Truppen beschleunigten, verfolgte General Ney, der sich durch diese neuen Positionen unterstützt sah, seinen Vormarsch.
Laut der französischen Quelle konnten die Franzosen ihre übliche Schlagkraft nicht entfalten, das österreichische Korps konnte von den Franzosen nicht effektiv umgangen werden, so dass es in diesem Moment der Verfolgung entkommen und sich auf eine letzte Stellung konzentrieren konnte, die noch stärker war als alle vorherigen.
Diese Stellung befand sich „auf einem Plateau, das von einem hohen, sehr steilen Felsen gebildet wurde, der nach vorne und vor Sulzbach hin sogar unzugänglich war“. „Dieser Felsen, der mit Wald bedeckt war“, habe auf seinem Plateau fünf- bis sechshundert Mann beherbergen können. Abteilungen von Artillerie und Musketen verteidigten seine Flanken. Die „große Straße, die nach Sulzbach führt, befindet sich auf der linken Seite des Felsens; ein leichter, mit Tannen bewachsener Hang macht es leicht, auf dieser Seite das Plateau zu besteigen. Ganz in der Nähe des Felsens auf der linken Seite befindet sich eine kleine Ebene, die von Wäldern umgeben ist“.
Ein einziger sehr schmaler Durchgang in der Nähe der Franzosen sei der einzige Weg gewesen, sich diesem Plateau zu nähern. In dessen Mitte liege ein „Weiler, der von Bäumen und Hecken umgeben ist“. General Jourdan habe bemerkt, dass die Österreicher es versäumt hatten, diesen Weiler sowie den „Teil des Waldes zu ihrer Linken jenseits der Ebene“ zu besetzen. Er nutzte diesen Fehler aus, indem er General Olivier befahl, seine Brigade den Rand des Waldes besetzen zu lassen, und er befahl General Ney, einige Abteilungen der Infanterie in den Weiler zu schicken. Die Kaiserlichen, durch dieses letzte Manöver der Franzosen gewarnt, begannen zu spät Truppen und Artillerie in den Wald zu schicken. Die Franzosen hätten den Wald aber bereits besetzt gehabt, worauf die Österreicher zurückgeschlagen wurden und gezwungen waren, sich auf den „Felsen“ zurückzuziehen und sich zu sammeln. Dabei seien sie auf den „Weiler“ zugelaufen, wo sich die Franzosen aber bereits eingegraben hatten.
Dennoch gelang es den Österreichern lange, ihre „linke Flanke“ zu verteidigen, bis es den Truppen von General Lefebvre gelang auf diese Höhen vorzudringen und damit die Schlacht zugunsten der Franzosen zu entscheiden. Nachdem General Lefebvre die Höhen eingenommen hatte, stellte er die Verfolgung ein und ließ seine Truppen auf dem Schlachtfeld biwakieren.